# Umbuasi
Umbuasi is een bestuurslaag in het regentschap Nias Selatan van de provincie Noord-Sumatra, Indonesië. Umbuasi telt 452 inwoners (volkstelling 2010).